# Funny Games (film 1997)
Funny Games – austriacki thriller psychologiczny z 1997 roku w reżyserii Michaela Hanekego.

## Fabuła
Bogata austriacka rodzina – Georg (w tej roli Ulrich Mühe), jego żona Anna (Susanne Lothar), ich syn Schorschi (Stefan Clapczynski) i ich pies Rolfi – docierają do domku letniskowego nad jeziorem w Austrii. Po drodze zatrzymują się przed domem sąsiada Freda (Christoph Bantzer), który przedstawia im dwóch pochodzących z Wiednia młodzieńców: Petera (Frank Giering) i Paula (Arno Frisch). Niebawem okazuje się, że to dwaj zdegenerowani psychopaci, którzy postanowili „zabawić” się kosztem trzyosobowej rodziny. 

## Odbiór
Według Zygmunta Kałużyńskiego reżyser podjął się ukazania przemocy w sposób inny niż wcześniej, czyniąc to na dwa sposoby: poprzez szczegółowe i dosłowne przedstawienie cierpienia ofiar, jak i odsunięcie agresorów w odległą i nieuchwytną abstrakcję. Obie te ścieżki nie zmieniają jednak autentycznej, pokazywanej sytuacji. Sprawia to, że katowana rodzina staje się alter ego widza, natomiast napastnicy pozostają nierozwiązywalną zagadką, także w sferze mentalnościowej. Jest to tym bardziej zagadkowe, że pozornie pochodzą z tego samego środowiska, co prześladowana rodzina, o czym świadczy ich sposób zachowania i ubiór.

## Obsada
- Susanne Lothar jako Anna[5]
- Ulrich Mühe jako Georg
- Arno Frisch jako Paul
- Frank Giering jako Peter
- Stefan Clapczynski jako Schorschi
- Doris Kunstmann jako Gerda
- Christoph Bantzer jako Fred
- Wolfgang Glück jako Robert
- Susanne Meneghel jako siostra Gerdy
- Monika Zallinger jako Eva